# Communauté de communes des coteaux de la Mossig
La communauté de communes des coteaux de la Mossig est une ancienne communauté de communes française, située dans le département du Bas-Rhin et la région Grand Est et qui comportait quatorze communes.

## Historique
La communauté de communes des coteaux de la Mossig a été créée le 30 décembre 1992 et a disparu le 31 décembre 2016 après sa fusion avec la communauté de communes la Porte du Vignoble pour former la communauté de communes de la Mossig et du Vignoble

## Composition
La communauté de communes des coteaux de la Mossig regroupait les communes suivantes :
- Balbronn
- Cosswiller
- Crastatt
- Hohengœft
- Jetterswiller (depuis 2012)
- Knœrsheim
- Rangen
- Romanswiller
- Traenheim
- Wangenbourg-Engenthal
- Wasselonne
- Westhoffen
- Zehnacker
- Zeinheim

## Administration
La communauté de communes des coteaux de la Mossig avait son siège à Wasselonne. Son dernier président était Daniel Acker, maire de Wangenbourg-Engenthal.